# Jorge Caldeira
Jorge Caldeira (São Paulo, 20 de dezembro de 1955) é um escritor, doutor em Ciência Política, mestre em sociologia, bacharel em Ciências Sociais pela Faculdade de Filosofia, Letras e Ciências Humanas da Universidade de São Paulo (FFLCH - USP) e historiador brasileiro.

## Biografia
Sócio-fundador e Diretor da editora Mameluco, é igualmente um profissional da área jornalística e editorial. 
Foi publisher da revista Bravo!, consultor do Projeto Brasil 500 Anos, da TV Globo, editor-executivo da revista Exame, editor do Caderno Ilustrada e da Revista da Folha, do jornal Folha de S.Paulo, editor de economia da revista IstoÉ e editor da Revista do Cebrap.
Ocupa a cadeira nº 18 da Academia Paulista de Letras. Em 2022 foi eleito para a cadeira 16 da Academia Brasileira de Letras, sucedendo a escritora Lygia Fagundes Telles.
Caldeira e a Mameluco foram responsáveis pela digitalização da obra completa de José Bonifácio, disponível no portal Obra Bonifácio.
É autor do livro Mauá: um empresário do Império, sobre o Barão de Mauá, publicado pela Companhia das Letras.

## Obra
- Noel Rosa, de Costas para o Mar (Brasiliense, 1982)
- Mauá, Empresário do Império (Companhia das Letras, 1995)
- Viagem pela História do Brasil (Companhia das Letras, 1997)
- A nação mercantilista: ensaios sobre o Brasil (Editora 34, 1999);[8]
- Diogo Antonio Feijó (Organização - Editora 34, Coleção Formadores do Brasil, 1999)
- Ronaldo: glória e drama no futebol globalizado (Editora 34, 2002)
- José Bonifácio de Andrada e Silva (Organização - Editora 34, Coleção Formadores do Brasil, 2002);[9]
- O banqueiro do sertão - Vol.1: Mulheres no caminho da Prata; Vol.2: Padre Guilher (Mameluco, 2006);[10]
- A construção do samba (Editora Mameluco, 2007)
- Ideias e consequências (diversos autores - Editora Sulina, 2007)
- Brasil - a história contada por quem viu (Mameluco, 2008);[11]
- História do Brasil com empreendedores (Editora Mameluco, 2009)
- Júlio Mesquita e Seu Tempo (Mameluco, 2015)
- Nem Céu Nem Inferno (Três Estrelas, 2015)
- 101 Brasileiros que fizeram História (Estação Brasil, 2016);[12]
- História da Riqueza no Brasil (Estação Brasil, 2017);[13]
- Brasil, Paraíso Restaurável (Sextante, 2020)[14]